# Cave Story
Cave Story (洞窟物語, Doukutsu Monogatari) är ett freeware-plattformsspel av den japanska amatörspeltillverkaren Daisuke Amaya. Spelet är ett klassiskt actionäventyr i samma tradition som The Goonies II till Nintendo Entertainment System. Spelet fick stort genomslag i västvärlden, speciellt av datorspelsutvecklare till indiespel, efter att det översatts till engelska av fans. Spelet blev utsett det bästa gratisspelet någonsin av Super Play.

## Handling
I spelets början vet spelaren i princip ingenting, men får alltefter som spelet fortskrider reda på historien bakom det.
Här är en kort rekapitulation:

En robotsoldat som har tappat minnet vaknar upp i en grotta. Han letar rätt på ett vapen, vilket gör att han kan ta sig fram till en by som heter Mimiga Village, där det kaninliknande folket mimiga bor. Väl där får spelaren lära känna den fyrkantiga, brödrostliknande Balrog, häxan Misery/Misari. Sue (som förvandlats till en mimiga av häxan Misery), King (mimigafolkets ledare) och Toroko (en mimigaflicka som blev vän med Sue). Toroko blir senare tvingad av den ondskefulle doktor Fuyuhiko Date att äta en viss sorts röda blommor. Om mimiga äter sådana blommor, börjar deras blod koka och de blir till en sorts varulvskaniner.

## Modifikationer
Med ett verktyg som kallas Miza är det möjligt att hacka spelet, och ändra kartor, platser, dialog och mycket annat. Det har gjorts många olika versioner av Cave Story på grund av detta.